# Ctenochiton cellulosus
Ctenochiton cellulosus är en insektsart som beskrevs av Cockerell 1899. Ctenochiton cellulosus ingår i släktet Ctenochiton och familjen skålsköldlöss. Inga underarter finns listade i Catalogue of Life.